# Huug de Groot
Henri Franciscus de Groot, detto Huug, (Rotterdam, 7 maggio 1890 – Scheveningen, 18 aprile 1957), è stato un calciatore olandese.

## Carriera
A livello di club, Huug de Groot ha giocato tra le file dello Sparta Rotterdam; in Nazionale ha giocato nove partite, segnando sei goal. L'esordio è avvenuto il 10 marzo 1912 ad Anversa contro il Belgio, mentre il primo goal è arrivato contro la Finlandia, in quella partita de Groot segnò una doppietta.
Nel 1912 ha preso parte alle Giochi olimpici di Stoccolma, dove l'Olanda è arrivata terza.

## Statistiche

### Cronologia presenze e reti in Nazionale
| Cronologia completa delle presenze e delle reti in nazionale ― Paesi Bassi | Cronologia completa delle presenze e delle reti in nazionale ― Paesi Bassi | Cronologia completa delle presenze e delle reti in nazionale ― Paesi Bassi | Cronologia completa delle presenze e delle reti in nazionale ― Paesi Bassi | Cronologia completa delle presenze e delle reti in nazionale ― Paesi Bassi | Cronologia completa delle presenze e delle reti in nazionale ― Paesi Bassi | Cronologia completa delle presenze e delle reti in nazionale ― Paesi Bassi | Cronologia completa delle presenze e delle reti in nazionale ― Paesi Bassi |
| Data                                                                       | Città                                                                      | In casa                                                                    | Risultato                                                                  | Ospiti                                                                     | Competizione                                                               | Reti                                                                       | Note                                                                       |
| -------------------------------------------------------------------------- | -------------------------------------------------------------------------- | -------------------------------------------------------------------------- | -------------------------------------------------------------------------- | -------------------------------------------------------------------------- | -------------------------------------------------------------------------- | -------------------------------------------------------------------------- | -------------------------------------------------------------------------- |
| 10-3-1912                                                                  | Anversa                                                                    | Belgio                                                                     | 1 – 2                                                                      | Paesi Bassi                                                                | Amichevole                                                                 | -                                                                          |                                                                            |
| 29-6-1912                                                                  | Stoccolma                                                                  | Svezia                                                                     | 3 – 4                                                                      | Paesi Bassi                                                                | Olimpiadi 1912 - Turno di qualificazione                                   | -                                                                          |                                                                            |
| 30-6-1912                                                                  | Solna                                                                      | Paesi Bassi                                                                | 3 – 1                                                                      | Austria                                                                    | Olimpiadi 1912 - Quarti                                                    | -                                                                          |                                                                            |
| 2-7-1912                                                                   | Stoccolma                                                                  | Paesi Bassi                                                                | 1 – 4                                                                      | Danimarca                                                                  | Olimpiadi 1912 - Semif.                                                    | -                                                                          |                                                                            |
| 4-7-1912                                                                   | Solna                                                                      | Paesi Bassi                                                                | 9 – 0                                                                      | Finlandia                                                                  | Olimpiadi 1912 - Finale 3º posto                                           | 2                                                                          |                                                                            |
| 24-3-1913                                                                  | L'Aia                                                                      | Paesi Bassi                                                                | 2 – 1                                                                      | Inghilterra                                                                | Amichevole                                                                 | 2                                                                          | L'Inghilterra giocava con la Nazionale dilettanti                          |
| 20-4-1913                                                                  | Zwolle                                                                     | Paesi Bassi                                                                | 2 – 4                                                                      | Belgio                                                                     | Amichevole                                                                 | 1                                                                          |                                                                            |
| 15-11-1913                                                                 | Hull                                                                       | Inghilterra                                                                | 2 – 1                                                                      | Paesi Bassi                                                                | Amichevole                                                                 | -                                                                          | L'Inghilterra giocava con la Nazionale dilettanti                          |
| 17-5-1914                                                                  | Copenaghen                                                                 | Danimarca                                                                  | 4 – 3                                                                      | Paesi Bassi                                                                | Amichevole                                                                 | 1                                                                          |                                                                            |
| Totale                                                                     |                                                                            | Presenze                                                                   | 9                                                                          |                                                                            | Reti                                                                       | 6                                                                          |                                                                            |